# Ver-lès-Chartres
Ver-lès-Chartres ist eine französische Gemeinde mit 776 Einwohnern (Stand: 1. Januar 2022) im Département Eure-et-Loir in der Region Centre-Val de Loire; sie gehört zum Arrondissement Chartres und zum Kanton Chartres-2. Die Einwohner werden Vernois genannt.

## Geographie
Ver-lès-Chartres liegt etwa sechs Kilometer südlich von Chartres an der Eure. Umgeben wird Ver-lès-Chartres von den Nachbargemeinden Barjouville im Norden, Morancez im Osten und Nordosten, Corancez im Osten und Südosten, Dammarie im Süden sowie Thivars im Westen.
Durch die Gemeinde führt die Autoroute A11. Auf dem Gemeindegebiet liegen die Reste der Zisterzienserinnenabtei L’Eau.

## Demographie
| Jahr                       | 1962 | 1968 | 1975 | 1982 | 1990 | 1999 | 2005 | 2018 |
| Einwohner                  | 350  | 330  | 560  | 708  | 748  | 724  | 763  | 776  |
| Quellen: Cassini und INSEE |      |      |      |      |      |      |      |      |

## Sehenswürdigkeiten
- Kirche Saint-Victor

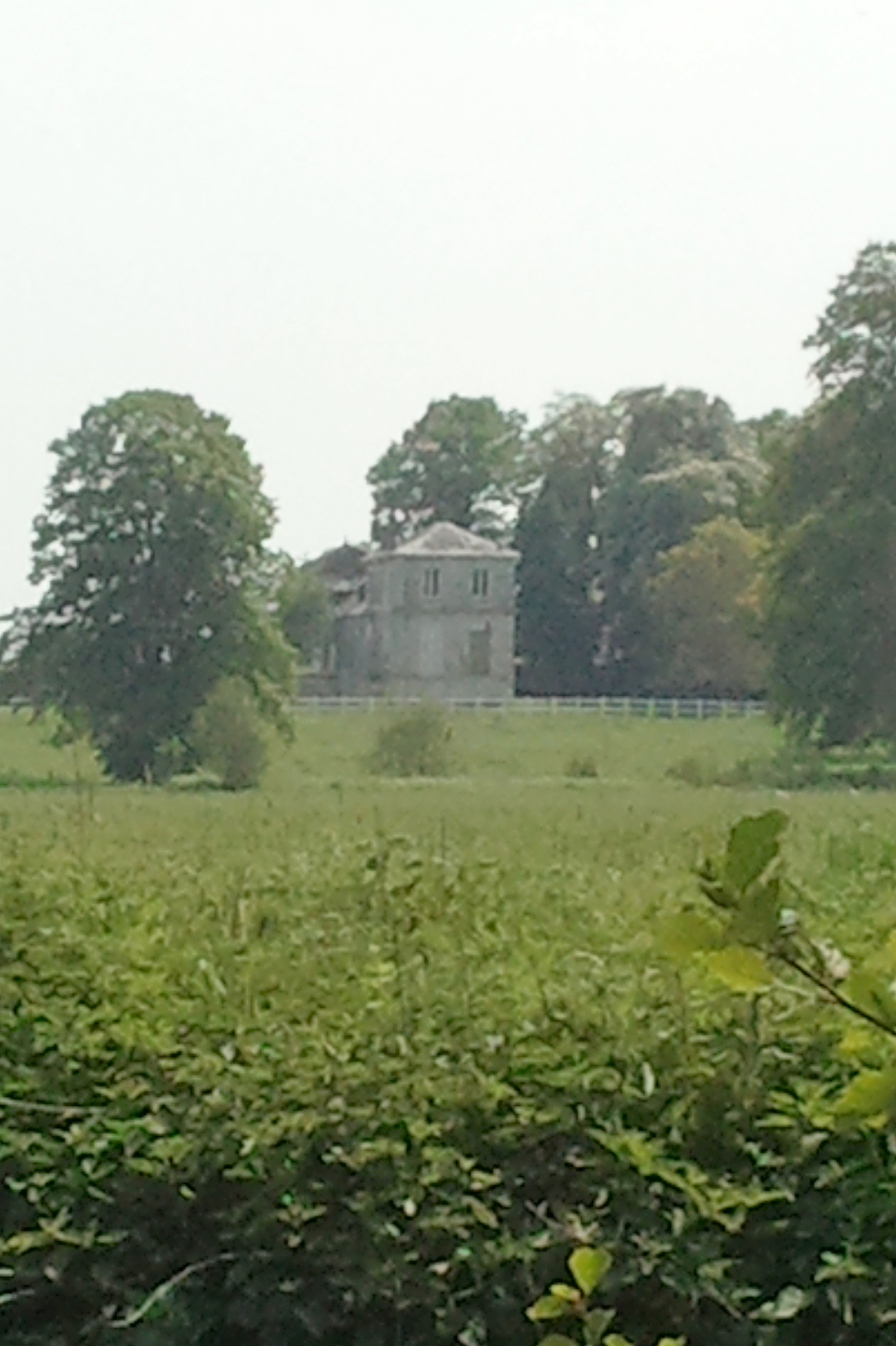
Schloss
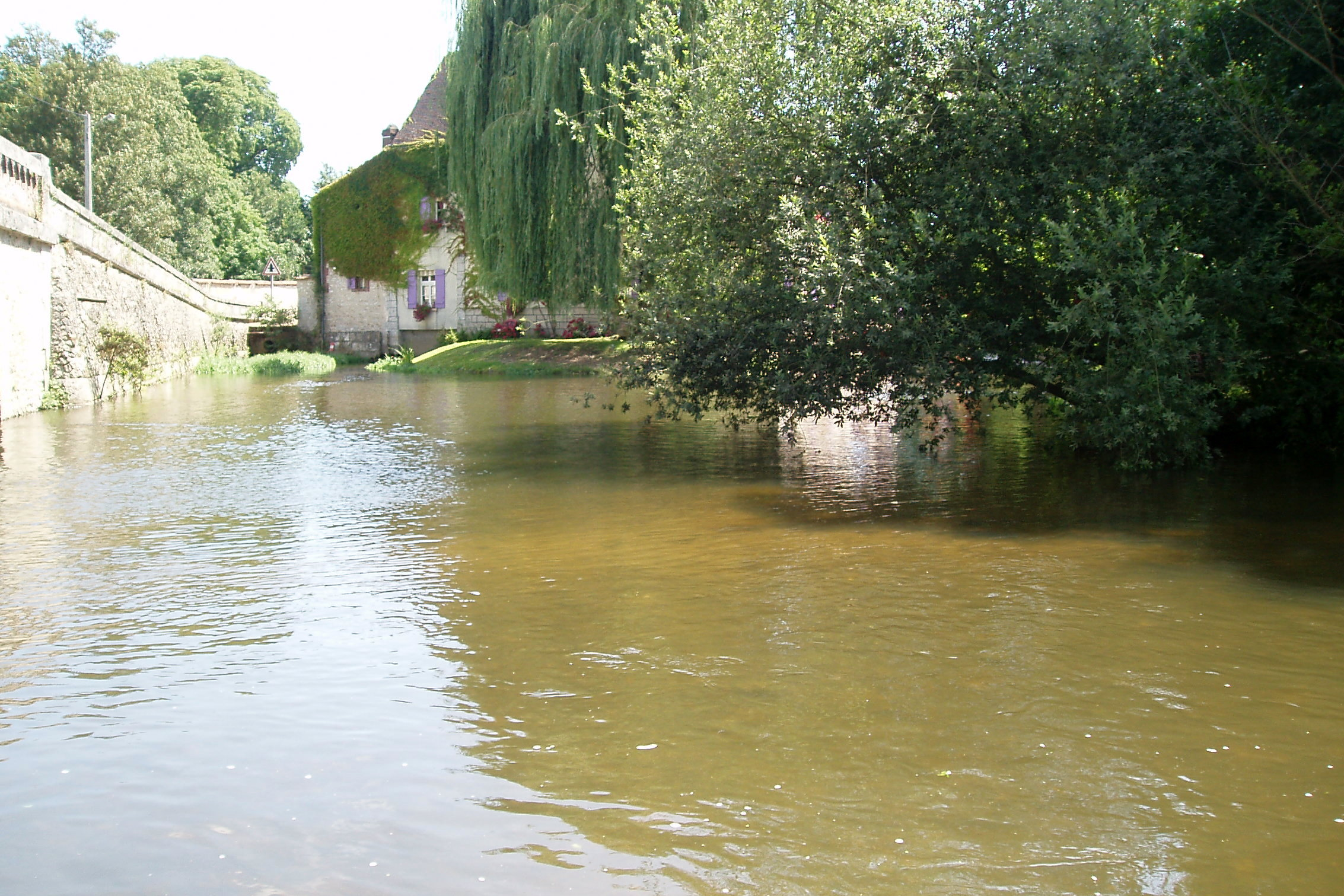
Mühle von Loche am Eure
- Mühle von Tachainville am Eure
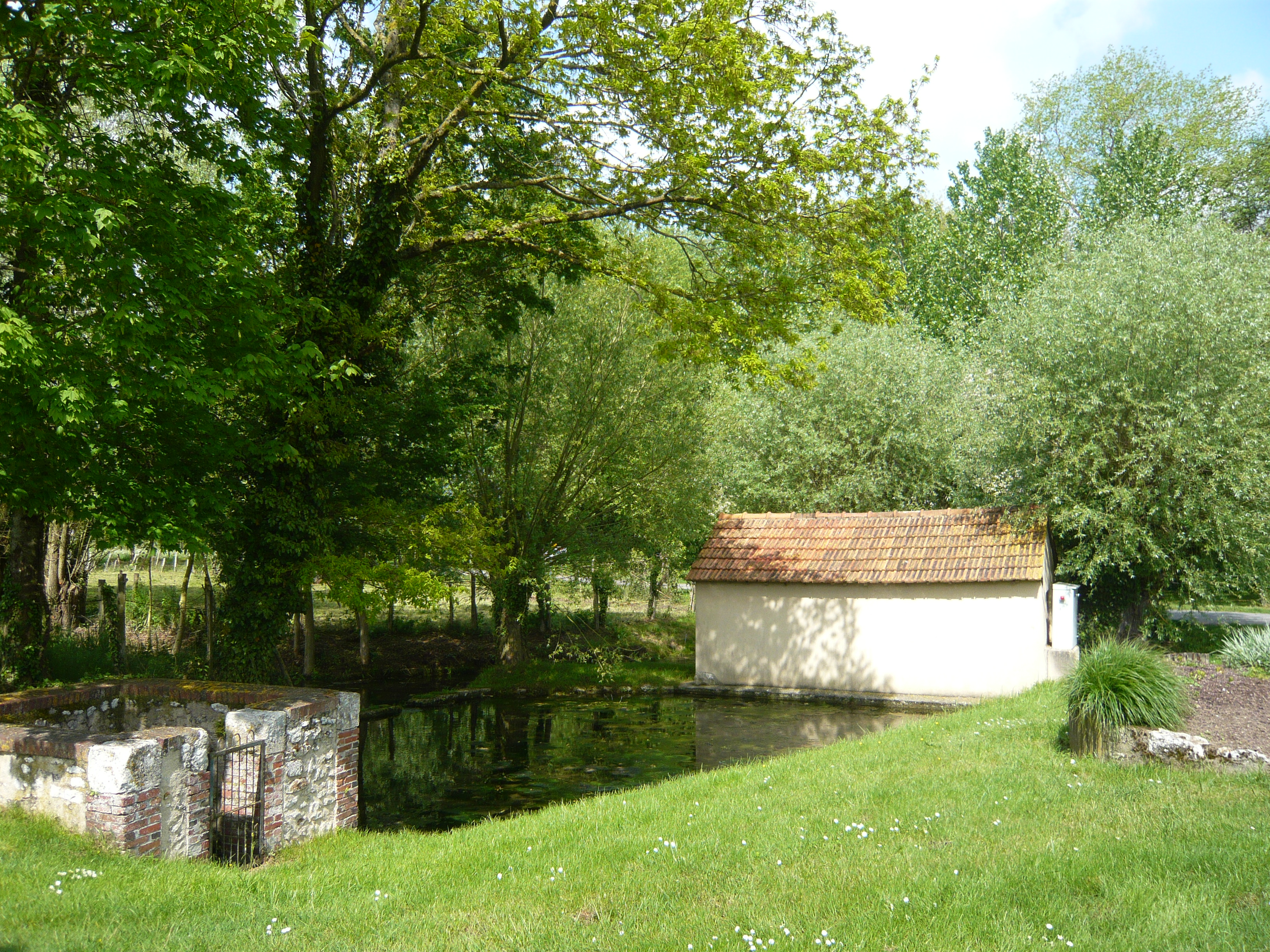
Waschhaus von L'Houdouenne

- Schloss
- Mühle von Loche
- Waschhaus von L'Houdouenne